# عبد لاثني عشر عاما (كتاب)
عبد لاثني عشر عاما (بالإنجليزية: Twelve Years a Slave)‏ هي مذكرات ورواية عن العبودية نشرت عام 1853 بقلم سولمون نورثوب وقام بتنقيحها ديفيد ويلسون. كان نورثوب رجلا أسودا وولد حرا في ولاية نيويورك، وذكر تفاصيل تعرضه للخداع بأن ذهب إلى واشنطن العاصمة، حيث تم اختطافه وبيعه كعبد في الجنوب العميق. ظل نورثوب تحت العبودية لمدة لاثني عشر عاما في ولاية لويزيانا تحت إمرة أسياد مختلفين، وكان قادرا على الكتابة إلى الأهل والأصدقاء في نيويورك، وتم إطلاق سراحه مع بمساعدة الولاية. وضع نورثوب سجلا يفصل فيه بشكل موسع أسواق الرقيق في واشنطن العاصمة ونيو أورليانز، ويصف بإسهاب زراعة القطن والسكر ومعاملة العبيد في المزارع الكبيرة في لويزيانا.
نشر العمل قبل ثماني سنوات من الحرب الأهلية من قبل دار دربي وميلر من أوبورن، نيويورك، وبعد فترة قصيرة من نشر هارييت بيتشر ستو لرواية حول العبودية، كوخ العم توم (1852)، والتي قدمت له الدعم. كتاب نورثوب، الذي أهداه لستو، بيع منه 30,000 نسخة، مما جعله أحد أكثر الكتب مبيعا في زمنه.
بعد أن نشر في عدة طبعات في القرن التاسع عشر، واستشهد به لاحقا من أعمال علمية متخصصة عن العبودية في الولايات المتحدة، ولكنه تراجع من ذاكرة الناس لما يقرب من مائة عام. أعيد اكتشافه في مناسبات منفصلة من قبل اثنين من المؤرخين في لويزيانا، سو ايكين (جامعة ولاية لويزيانا في ألكساندريا) وجووف لوغسدن (جامعة نيو أورليانز). 1960s، وبحثا وتتبعا رحلة سولومون نورثوب في أوائل الستينات وشاركا في تحرير نسخة مشروحة تاريخيا نشرت من قبل مطبعة جامعة ولاية لويزيانا (1968).
تم اقتباس المذكرات في فيلمين، الأول تلفزيوني من إنتاج PBS بعنوان رحلة سولومون نورثوب في (1984) والفيلم الحائز على جائزة الأوسكار 12 عاما من العبودية (2013).